# Fosa oceánica

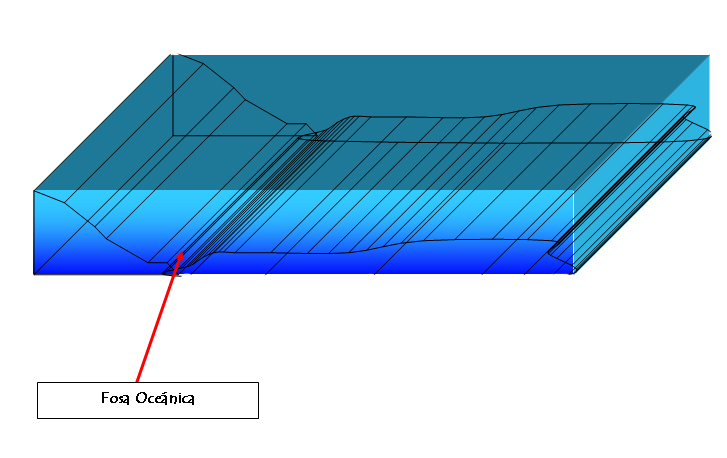

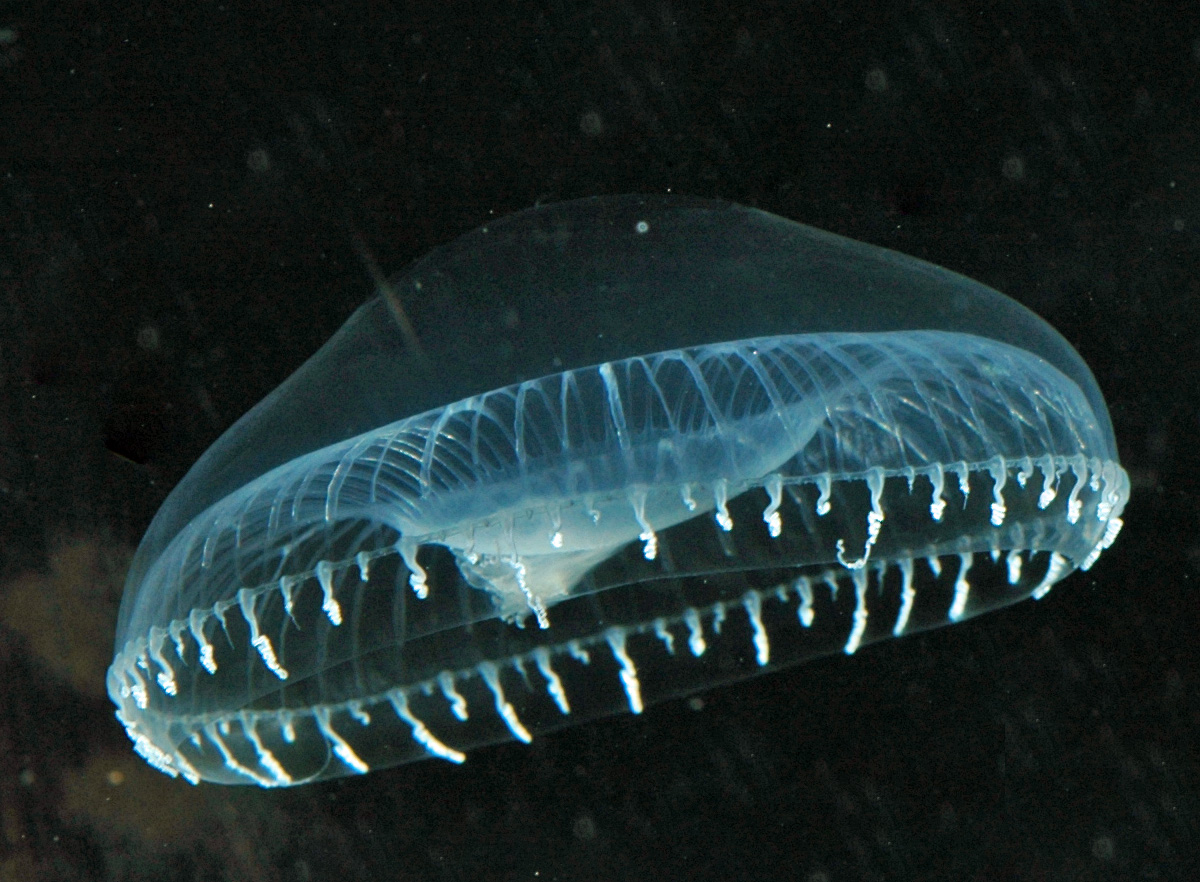
Aequorea (medusa bioluminiscente) que vive en el océano a bastante profundidad.

Las fosas oceánicas, también conocidas como fosas marinas, son estrechas y profundas trincheras que suelen encontrarse adosadas a los bordes continentales o junto a arcos de islas volcánicas, especialmente en el Pacífico.
La temperatura del agua en las fosas marinas se mantiene fija en casi 4º, que es la que tiene el agua a una profundidad grande. Aunque no lo parezca, en las fosas oceánicas existe vida marina, como por ejemplo algunos tipos de moluscos y peces, en especial, de especies bioluminiscentes de pequeño tamaño.
En el Pacífico occidental se encuentra el mayor número de fosas y las más profundas, con seis fosas que superan los 10 000 m de profundidad.
Durante muchos años sorprendió que las zonas más profundas del océano no se hallasen en su centro, sino junto a las costas de islas volcánicas y continentes. El fenómeno es perfectamente comprensible ahora a la luz de la teoría de la tectónica de placas.

## Procesos geológicos asociados a las fosas marinas

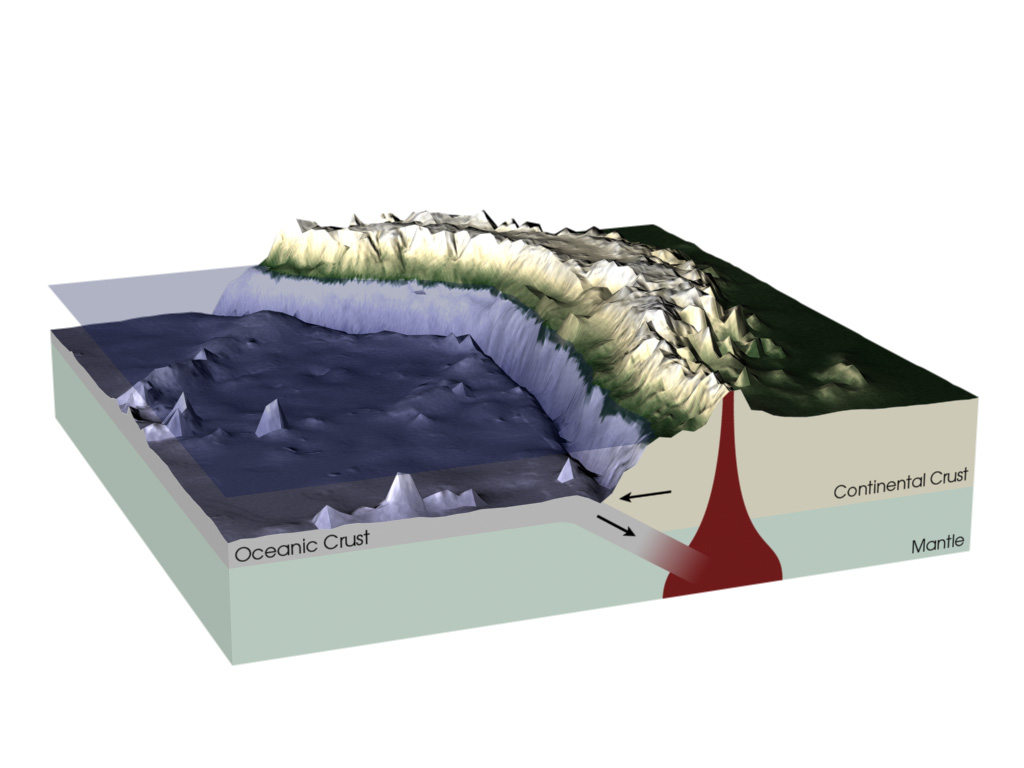
Zona de subducción en la que se observa una fosa oceánica junto a la costa.

Las fosas marinas se forman en las zonas de subducción, lugares de la corteza terrestre donde dos placas litosféricas convergen, colisionan, y una de ellas (la de mayor densidad) se introduce (subduce) bajo la otra. Como resultado produce una gran depresión en el suelo submarino; un buen ejemplo de ello es el de la fosa de Perú-Chile que es el resultado del choque entre una placa continental sudamericana y la placa oceánica de Nazca.
Dichas zonas de subducción están asociadas a una intensa actividad sísmica provocada por las tensiones, compresiones y rozamiento entre las dos placas. Los grandes terremotos y tsunamis ocurridos en Japón o Indonesia fueron causados por este fenómeno.
Cuando la placa que subduce alcanza la astenosfera se funde, y los materiales fundidos, más ligeros, ascienden originando volcanes. Según la naturaleza de las placas que convergen se pueden distinguir dos casos:
- Si las dos placas que colisionan están compuestas por litosfera oceánica, la intensa actividad volcánica origina arcos de islas, como las Aleutianas, Japón, Filipinas, Islas de la Sonda o las Antillas. Junto a estas islas existen profundas fosas submarinas (fosa de las Marianas, fosa de Japón, fosa de Puerto Rico, etc.).
- Si una placa oceánica subduce bajo una continental, junto a la intensa actividad volcánica se produce un orógeno, es decir, se origina una cordillera; tal es el caso de la placa de Nazca que al subducir bajo la placa Sudamericana originó los Andes. Como en el caso anterior, hay asociada también una fosa oceánica (fosa de Perú-Chile).

## Morfología

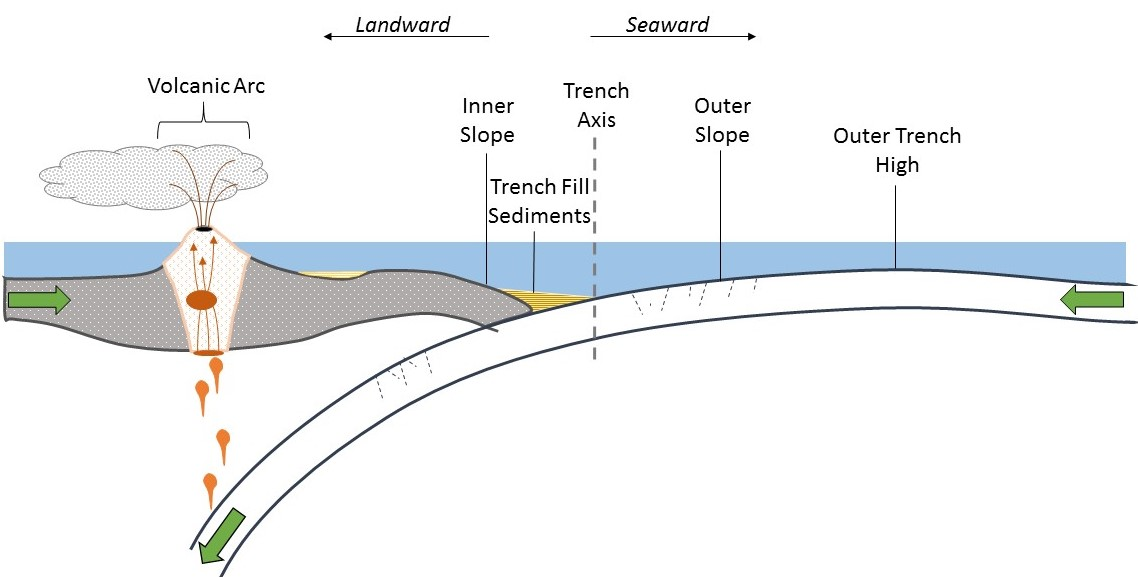
Sección transversal de una fosa oceánica formada a lo largo de un límite oceánico convergente.

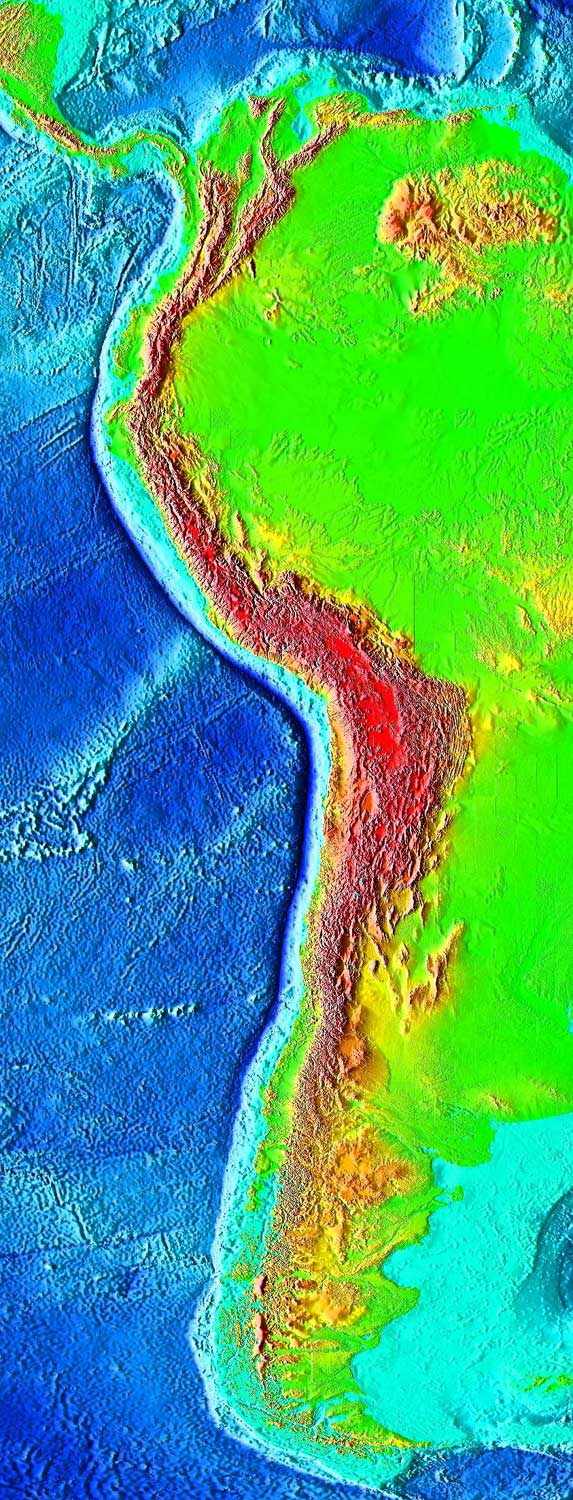
La Fosa Perú-Chile está situada justo a la izquierda de la línea nítida entre el océano profundo azul (a la izquierda) y la plataforma continental azul claro, a lo largo de la costa oeste de Sudamérica. Se extiende a lo largo de un límite oceánico-continental, donde la Placa de Nazca oceánica subduce bajo la Placa Sudamericana continental.

Las fosas oceánicas tienen una anchura de 50 a 100 kilómetros (31,1 a 62,1 mi) y una forma de V asimétrica, con la pendiente más pronunciada (de 8 a 20 grados) en el lado interior (de superposición) de la fosa y la pendiente más suave (alrededor de 5 grados) en el lado exterior (de subducción) de la fosa. El fondo de la fosa marca el límite entre las placas subductora y cabalgante, conocido como cizalla basal o décollement de subducción. La profundidad de la fosa depende de la profundidad inicial de la litosfera oceánica cuando comienza su inmersión en la fosa, del ángulo con el que se sumerge la losa y de la cantidad de sedimentación en la fosa. Tanto la profundidad inicial como el ángulo de subducción son mayores para la litosfera oceánica más antigua, lo que se refleja en las profundas fosas del Pacífico occidental. Aquí, los fondos de las fosas de las Marianas y de Tonga-Kermadec se encuentran hasta 10-11 kilómetros (6,2-6,8 mi) por debajo del nivel del mar. En el Pacífico oriental, donde la litosfera oceánica en subducción es mucho más joven, la profundidad de la fosa Perú-Chile es de unos 7 a 8 kilómetros (4,3 a 5 mi).
Aunque estrechas, las fosas oceánicas son extraordinariamente largas y continuas, y forman las mayores depresiones lineales de la Tierra. Una fosa puede tener miles de kilómetros de longitud. La mayoría de las zanjas son convexas hacia la losa de subducción, lo que se atribuye a la geometría esférica de la Tierra.
La asimetría de la fosa refleja los diferentes mecanismos físicos que determinan el ángulo de inclinación interior y exterior. El ángulo de talud exterior de la fosa viene determinado por el radio de curvatura de la losa en subducción, determinado por su espesor elástico. Dado que la litosfera oceánica se engrosa con la edad, el ángulo de inclinación exterior viene determinado en última instancia por la edad de la losa subductora. El ángulo del talud interior viene determinado por el ángulo de reposo del borde de la placa que lo sobrepasa. Esto refleja los frecuentes terremotos que se producen a lo largo de la fosa y que evitan el sobredesnivel del talud interior.
A medida que la placa en subducción se aproxima a la fosa, se curva ligeramente hacia arriba antes de iniciar su caída hacia las profundidades. Como resultado, el talud exterior de la fosa está delimitado por un alto exterior de la fosa. Éste es sutil, a menudo de sólo decenas de metros de altura, y suele estar situado a unas decenas de kilómetros del eje de la fosa. En el talud exterior, donde la placa comienza a curvarse hacia la fosa, la parte superior de la losa en subducción está fracturada por fallas de flexión que dan al talud exterior de la fosa una topografía de horst y graben. La formación de estas fallas de flexión se suprime cuando las dorsales oceánicas o los grandes montes submarinos subducen hacia la fosa, pero las fallas de flexión atraviesan los montes submarinos más pequeños. Cuando la losa en subducción sólo está ligeramente recubierta de sedimentos, el talud exterior mostrará a menudo crestas de expansión del fondo oceánico oblicuas a las crestas de horst y graben.

### Sedimentación
La morfología de la fosa está fuertemente modificada por la cantidad de sedimentación en la fosa. Esta varía desde prácticamente ninguna sedimentación, como en la fosa de Tonga-Kermadec, hasta casi completamente llena de sedimentos, como en la fosa sur de las Antillas Menores o la fosa oriental de Alaska. La sedimentación depende en gran medida de la proximidad de la fosa a una fuente de sedimentos continentales. El rango de sedimentación queda bien ilustrado por la fosa chilena. La porción norte de Chile de la fosa, que se encuentra a lo largo del Desierto de Atacama con su muy lenta tasa de meteorización, es carente de sedimentos, con 20 a unos pocos cientos de metros de sedimentos en el fondo de la fosa. La morfología tectónica de este segmento de la fosa está totalmente expuesta en el fondo del océano. El segmento central de Chile de la fosa está moderadamente sedimentado, con sedimentos superpuestos sobre sedimentos pelágicos o el basamento oceánico de la losa en subducción, pero la morfología de la fosa sigue siendo claramente discernible. El segmento sur de Chile de la fosa está totalmente sedimentado, hasta el punto de que la elevación y el talud exteriores ya no son perceptibles. Otras fosas totalmente sedimentadas son la Fosa de Makran, donde los sedimentos son de hasta 7,5 kilómetros (4,7 mi) de espesor; la zona de subducción de Cascadia, que está completamente enterrada por 3 a 4 kilómetros (1,9 a 2,5 mi) de sedimentos; y la zona de subducción más septentrional de Sumatra, que está enterrada bajo 6 kilómetros (3,7 mi) de sedimentos.
En ocasiones, los sedimentos son transportados a lo largo del eje de una fosa oceánica. La fosa central de Chile experimenta el transporte de sedimentos desde los abanicos de origen a lo largo de un canal axial. Se ha documentado un transporte similar de sedimentos en la fosa de las Aleutianas.
Además de la sedimentación procedente de los ríos que desembocan en una fosa, también se produce sedimentación por deslizamientos de tierra en la pendiente tectónica interior, a menudo provocados por terremotos de megaconstrucción. El deslizamiento de Reloca, en la fosa central de Chile, es un ejemplo de este proceso.

### Márgenes erosivos frente a márgenes de acreción
Los márgenes convergentes se clasifican en erosivos o acrecionales, y esto influye mucho en la morfología del talud interior de la fosa. Los márgenes erosivos, como las fosas del norte de Perú-Chile, Tonga-Kermadec y Mariana, corresponden a fosas con escasez de sedimentos. La losa en subducción erosiona el material de la parte inferior de la losa en cabalgamiento, reduciendo su volumen. El borde de la losa experimenta subsidencia y empinamiento, con fallamiento normal. La pendiente está sustentada por rocas ígneas y metamórficas relativamente fuertes, que mantienen un elevado ángulo de reposo. Más de la mitad de los márgenes convergentes son márgenes erosivos.
Los márgenes de acreción, como los del sur de Perú-Chile, Cascadia y Aleutianas, están asociados a fosas de moderada a fuertemente sedimentadas. A medida que la placa subduce, los sedimentos son "arrastrados" hacia el borde de la placa que la cabalga, produciendo una cuña de acreción o un prisma de acreción. De este modo, la placa dominante se expande hacia el exterior. Debido a la falta de resistencia de los sedimentos, su ángulo de reposo es menor que el de la roca que forma el talud interior de las fosas de los márgenes erosivos. El talud interior está subyacente por imbricada láminas de empuje de sedimentos. La topografía de la vertiente interior es accidentada por erosión en masa localizada. Cascadia prácticamente no tiene expresión batimétrica de la elevación exterior y la fosa, debido a la completa colmatación de sedimentos, pero la pendiente interior de la fosa es compleja, con muchas crestas de empuje. Éstas compiten con la formación de cañones por los ríos que drenan hacia la fosa.  Los taludes interiores de los márgenes erosivos rara vez muestran crestas de empuje.
Los prismas de acreción crecen de dos formas. La primera es por acreción frontal, en la que los sedimentos son raspados de la placa descendente y emplazados en la parte frontal del prisma de acreción. A medida que crece la cuña de acreción, los sedimentos más antiguos alejados de la fosa se van litificando, y las fallas y otros rasgos estructurales se inclinan por rotación hacia la fosa. El otro mecanismo de crecimiento de los prismas de acreción es la socavación{sfn|Stern|2005}}. (también conocido como acreción basal) de sedimentos subducidos, junto con algo de corteza oceánica, a lo largo de las partes poco profundas del décollement de subducción. El Complejo franciscano de California se interpreta como un antiguo prisma de acreción en el que la subducción se registra como mezclas tectónicas y estructuras dúplex.

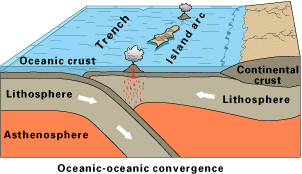
Franja oceánica formada a lo largo de un límite convergente oceánico.

La fosa de las Marianas contiene la parte más profunda de los océanos del mundo, y discurre a lo largo de un límite convergente oceánico-oceánico. Es el resultado de la subducción placa oceánica del Pacífico bajo la placa de las Marianas.

### Terremotos
Los frecuentes terremotos de megaconstrucción modifican el talud interior de la fosa provocando grandes corrimientos de tierra. Éstos dejan escarpas semicirculares con pendientes de hasta 20 grados en las cabeceras y paredes laterales.
La subducción de montes submarinos y dorsales asísmicas en la fosa puede aumentar la fluencia asísmica y reducir la gravedad de los terremotos. Por el contrario, la subducción de grandes cantidades de sedimentos puede permitir que las rupturas a lo largo del declive de subducción se propaguen a grandes distancias y produzcan megaterremotos.

## Principales fosas oceánicas

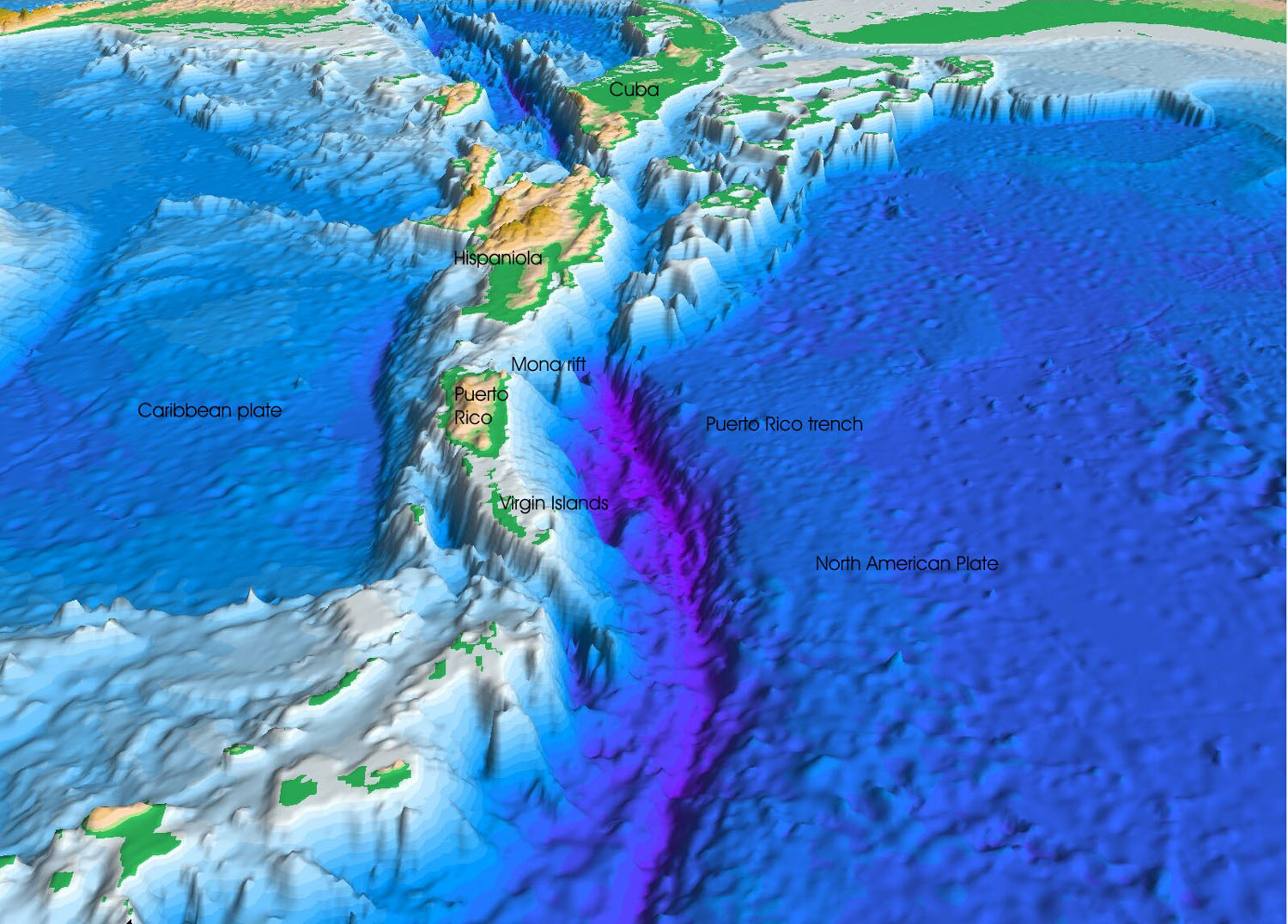
Fosa de Puerto Rico.

| Fosa oceánica                        | Localización                                          | Profundidad (m) |
| ------------------------------------ | ----------------------------------------------------- | --------------- |
| Fosa Challenger o de las Marianas    | Océano Pacífico Sur (Islas Marianas)                  | 11 034          |
| Fosa de Tonga                        | Océano Pacífico Sur (al noreste de Nueva Zelanda)     | 10 822          |
| Fosa de Japón                        | Océano Pacífico (al este de Japón)                    | 10 554          |
| Fosa de las Kuriles o de Kamchatka   | Océano Pacífico (al sur de las islas Kuriles)         | 10 542          |
| Fosa de Filipinas                    | Océano Pacífico (al este de Filipinas)                | 10 540          |
| Fosa de Kermadec                     | Océano Pacífico Sur (al noreste de Nueva Zelanda)     | 10 047          |
| Fosa Izu-ogasawara                   | Océano Pacífico (al sureste de Japón)                 | 9 780           |
| Fosa de Bougainville                 | Océano Pacífico (al este de Nueva Guinea)             | 9140            |
| Fosa de Puerto Rico                  | Océano Atlántico (al norte de Puerto Rico)            | 8600            |
| Fosa de las Sandwich del Sur         | Océano Atlántico (al este de las islas Sandwich)      | 8428            |
| Fosa de Perú-Chile o Fosa de Atacama | Océano Pacífico (al oeste de Perú y Chile)            | 8081            |
| Fosa de las Aleutianas               | Océano Pacífico (al sur de las islas Aleutianas)      | 7822            |
| Fosa Romanche                        | Océano Atlántico Sur                                  | 7761            |
| Fosa de las Caimán                   | Mar Caribe (al sur de Cuba)                           | 7680            |
| Fosa de Java                         | Océano Índico (al sur de la isla de Java)             | 7450            |
| Fosa de Cabo Verde                   | Océano Atlántico (al este de las islas de Cabo Verde) | 7292            |
| Fosa de Calipso                      | Mar Mediterráneo (al oeste de Grecia)                 | 5270            |